# 헤르츨 언덕 광장

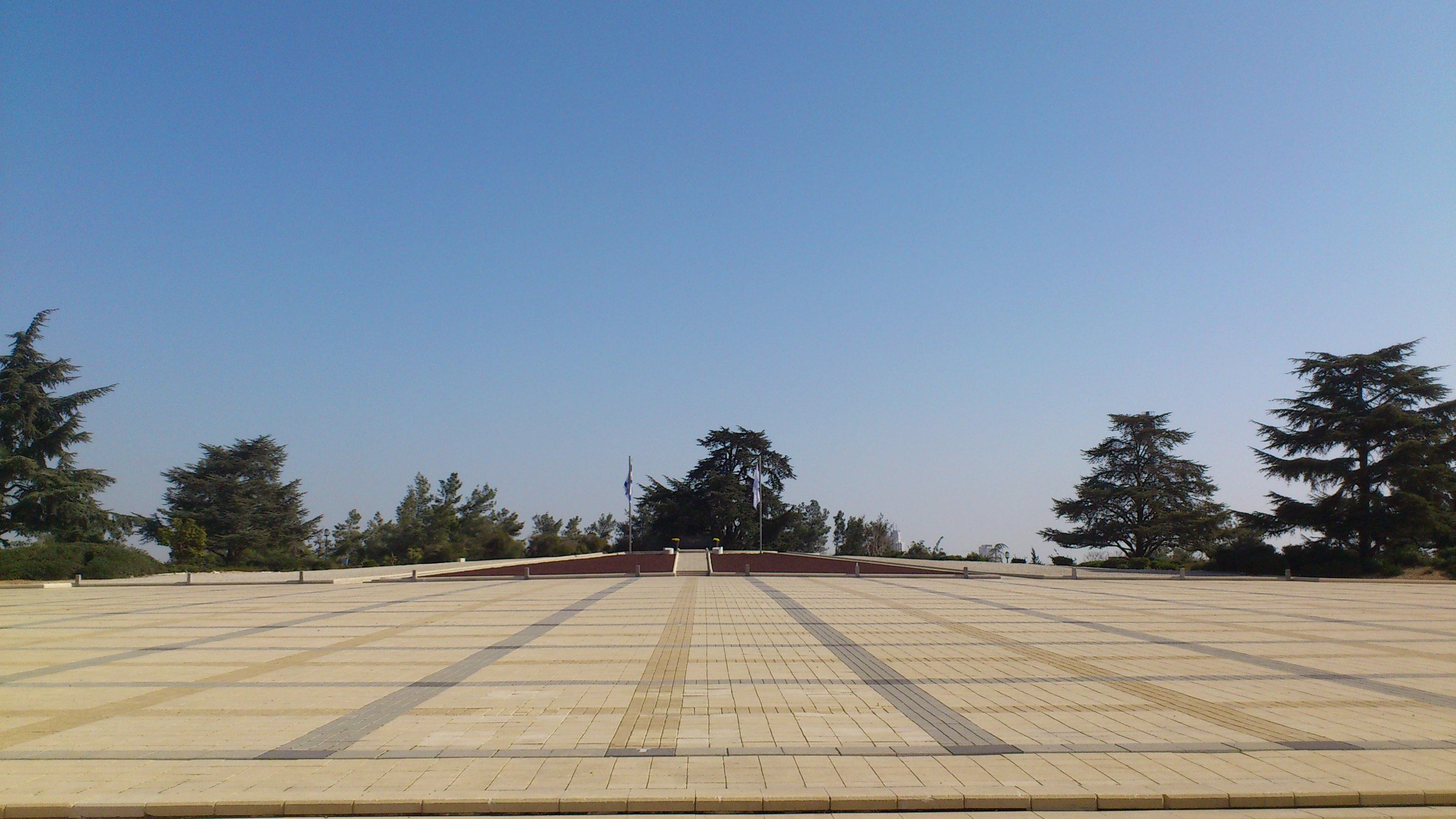
헤르츨 언덕 광장

헤르츨 언덕 광장(히브리어: רחבת הר הרצל)은 이스라엘 예루살렘 헤르츨 언덕의 중앙 광장이다.

## 사진

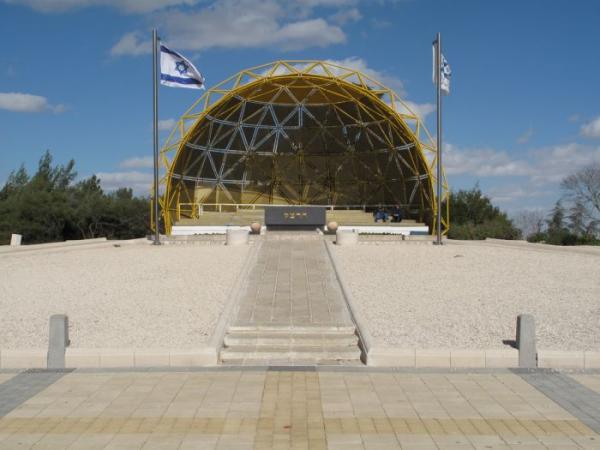
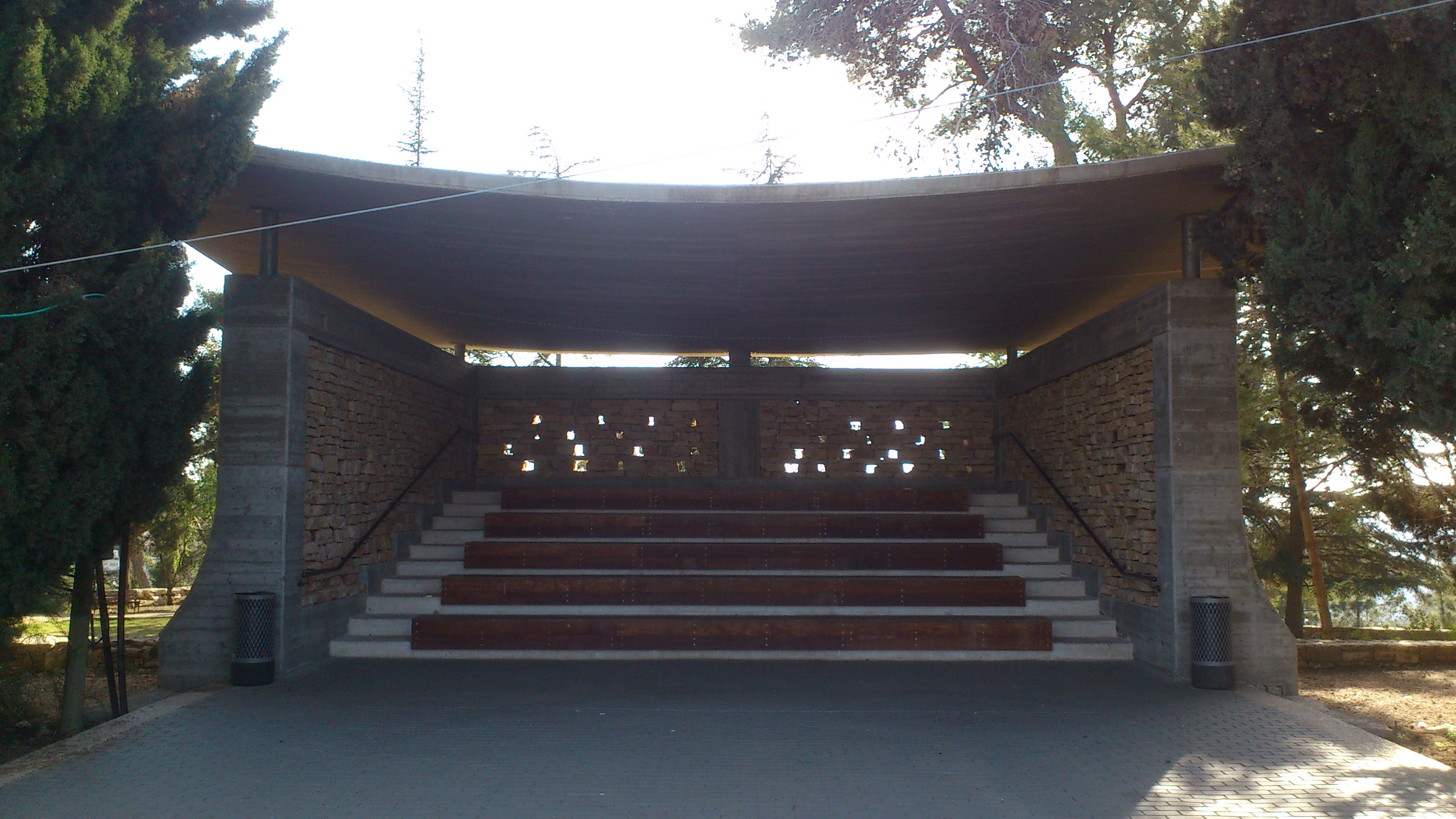